# Aufreißzahn

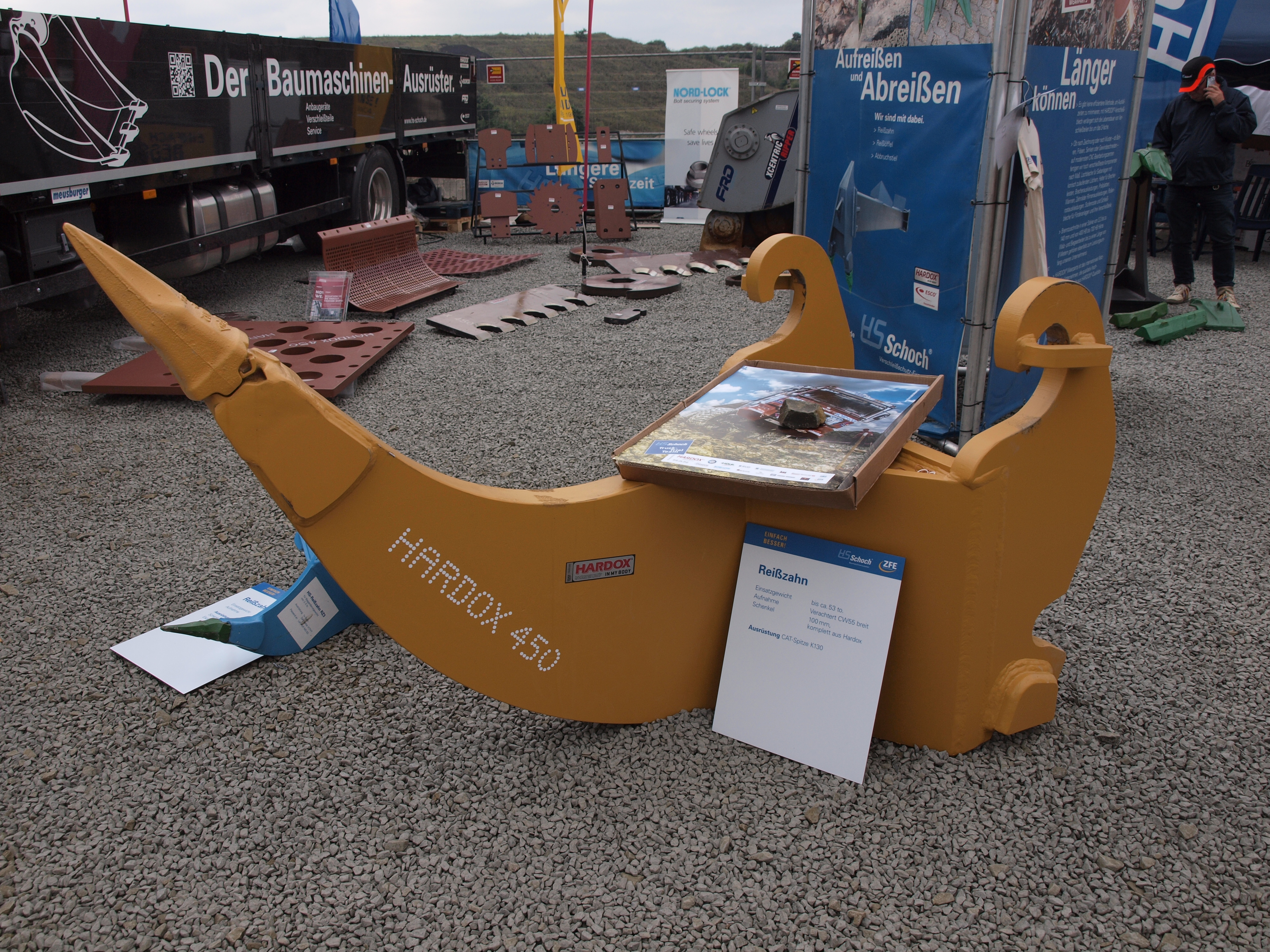
Starrer Reißzahn aus Hardox-Stahl mit auswechselbarer Spitze für große Hydraulikbagger

Der Aufreißzahn oder kurz Reißzahn  ist ein Anbaugerät für Hydraulikbagger.

## Allgemeines
Bei der Arbeit mit einem Reißzahn kann die gesamte Kraft des Baggers auf einen Punkt (Zahnspitze) konzentriert werden. Deshalb eignen sich Reißzähne vor allem im Erd- und Bergbau zum Lösen (Reißen) von festen Böden (leicht oder schwerlösbarer Fels), besonders verdichteten oder gefrorenen Böden. Im Garten- und Landschaftsbau erleichtern sie als Rodezahn zudem das Roden von Wurzelstöcken.
Reißzähne für Hydraulikbagger werden in der BGL/EUROLISTE unter der Schlüsselnummer D.1.83 – Aufreißzahn aufgeführt. Für Raupen und Grader gibt es ebenfalls speziell gefertigte Reißzähne. Sie sind am hinteren Teil des Fahrzeugs angebracht und werden daher Heckaufreißer genannt.

## Arten und Ausstattung
Es werden folgende Grundtypen von Reißzähnen unterschieden:
Starrer Reißzahn
Einfachste und gängigste Bauform, bestehend aus einem spitz zulaufenden Flachstahlschenkel, der starr an einer Anbauplatte angebracht ist.
Schwenkbarer Reißzahn
Der schwenkbare Reißzahn besitzt zwischen Zahnschenkel und Anbauplatte ein hydraulisch gesteuertes Gelenk, mit dem der Zahnschenkel zur Seite hin verschwenkt werden kann.
Mehrzahnaufreißer (engl. Multi-Ripper)
Eine besondere Bauform des Reißzahnes ist der Mehrzahnaufreißer. Er besteht aus drei nebeneinander angeordneten Reißzähnen mit jeweils unterschiedlicher Krümmung.
Um die Lebensdauer zu verlängern, werden Reißzähne aus besonders verschleißfesten Stählen (wie zum Beispiel Hardox) gefertigt. Zudem gibt es Reißzähne mit auswechselbaren Zahnspitze und Schenkelschutz. Der Übergang vom Schenkel zur Anbauplatte ist häufig konisch geformt, sodass das anstehende Material beim Reißvorgang leichter seitlich abgleitet und sich nicht vor dem Zahn ansammelt.
Die Länge des Reißzahnes richtet sich nach dem zu lösenden Material. Bei mittelfestem, gut reißfähigem Material kommen lange Reißzähne zum Einsatz. Besonders harte Materialien wie zum Beispiel fester Schiefer, verwitterter Granit oder Hartkalkstein erfordern dagegen die Verwendung eines kürzeren Reißzahnes.